# Булава (зоологія)

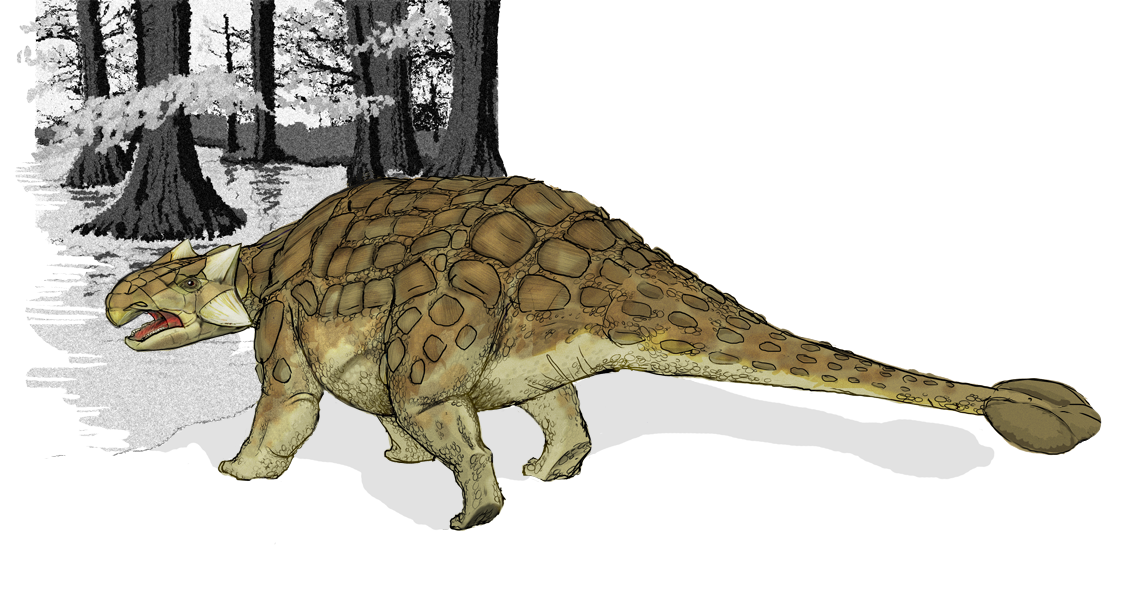
Анкілозавр та його характерна булава.

«Булава» (англ. club — кийок або spikes, якщо мова про шипи, рідше називають Моргенштерн) — біологічна аналогія, кісткові нарости (остеодерми) на кінці хвоста тварини. Траплялися у викопних тварин: динозаврів (анкілозаврових, стегозаврів, завроподів Shunosaurus та Spinophorosaurus), гліптодонтових ссавців (Glyptodontidae) та сухопутних черепах міоланій. У всіх цих груп, імовірно, служили для завдання ударів, щоб захищатися від хижаків або у внутрішньовидовій конкуренції.